# 221 (số)
221 (hai trăm hai mươi mốt) là một số tự nhiên ngay sau 220 và ngay trước 222.